# Gavino Balata i Regan
Gavino Balata i Regan (L'Alguer, Sardenya, 19 d'octubre de 1979) és un impresari i escriptor alguerès. És d'origen sarda i algueresa per part de pare i escocès per part de mare. És director d'una empresa tecnològica. És un militant de la llengua catalana i de l'independentisme sard. El novembre 2024 va ser elegit president de la Consulta Cívica per les Polítiques Lingüístiques de català de l'Alguer.
Ha encapçalat la llista llista de la província de Sàsser del partit ProgReS Progetu Repùblica de Sardigna a dins de la coalicció Sardegna Possibile capitanejada per l'escriptora sarda Michela Murgia. El 2014 no va ser elegit, perquè el partit no va passar el llindar de 10% que vigeix a Sardegna.
Després d'haver guanyat dues edicions del Premi Rafael Sari de prosa en alguerès organitzat per l'Obra Cultural de l'Alguer, amb dos contes breus ha publicat una primera novel·la, Soldats Abandonats. La novel·la policiàca ha guanyat la 32a edició del Premi Ferran Canyameres de novel·la, organitzat per Òmnium Cultural de Terrassa i esponsoritzat per BonPreu-Esclat i LaFact. Es la primera novel·la escrit en alguerès normatiu. Segons el president del jurat Vicenç Villatoro i Lamolla: «Cada escriptor té dret a fer servir el seu registre lingüístic I, certament, teníem la sensació que la llengua lliscava molt bé, era intel·ligible i llegidora, però també molt viva, gens encarcarada.». Segons l'escriptor Emigdi Subirats i Sebastià «La novel·la no només és un testimoni de la riquesa cultural de l’Alguer, sinó també una reflexió profunda sobre la memòria i la identitat, convertint-se en una lectura indispensable per als amants del gènere.»
Balata és també entre els fundadors de la primera colla castellera de la ciutat, Los Mataresos de l'Alguer.